# Henryk Pankiewicz
Henryk Pankiewicz (ur. 24 maja 1917 w Warcie, zm. 28 lutego 1997 w Łodzi) – polski farmaceuta i historyk farmacji.
Absolwent Gimnazjum Humanistycznego im. Adama Asnyka w Kaliszu (matura w 1936). Student Wydziału Farmaceutycznego Uniwersytetu im. Józefa Piłsudzkiego w Warszawie - studia przerwał wybuch II wojny światowej. Więzień obozów koncentracyjnych Mautchausen, Buchenwald, Dora-Mittelbau, Ravensbrück i Malchow. Absolwent Wydziału Farmacji Uniwersytetu Łódzkiego (1948). Doktor nauk farmaceutycznych – tytuł nadała mu w 1962 Rada Wydziału Farmaceutycznego Akademii Medycznej w Łodzi. Habilitację uzyskał w 1977. Od 1979 do 1987 (przejście na emeryturę) zatrudniony jako docent, kolejno w Zakładzie Historii Medycyny i Farmacji Instytutu Medycyny Społecznej oraz w Zakładzie Historii Medycyny i Farmacji AM w Łodzi. Członek m.in. Polskiego Towarzystwa Farmaceutycznego, Polskiego Towarzystwa Historii Medycyny i Farmacji a także Unii Polskich Pisarzy Lekarzy (debiut literacki w 1992 zbiorem poetyckim Summa). Odznaczony m.in. Krzyżem Kawalerskim Orderu Odrodzenia Polski, Złotym Krzyżem Zasługi  a także Medalem im. Ignacego Łukasiewicza przyznanym przez Polskie Towarzystwo Farmaceutyczne (1996).
W 2010 nakładem Drukarni Wojskowej w Łodzi ukazała się monografia Szkice z historii medycyny (red. Jerzy Supady), w której na stronach 399-404 znajduje się artykuł pt. Henryk Pankiewicz (1917-1997) – patriota, naukowiec, historyk farmacji.